# Кнежева вечера
Кнежева вечера је песма која припада циклусу песама о Косовском боју. То је трећи комад различитих косовских песама у коме се пева о кнежевој здравици Милошу Обилићу, о сумњи на издају, о Милошевом заветовању и о претњи Вуку Бранковићу. Овај део о Косовском боју је најзначајнији и најпознатији, а јавља се у предању већ крајем 15. века.

## Мотиви песме
Кнежева вечера представљена је као драмска сцена. Она упућује на тајну вечеру. Њена функција је каталошко низање јунака. Кнежева вечера је најзначајнији моменат косовске драме, аналоган кнежевом саветовању с војводама пред битку. 
Главни мотиви у песми су издаја и херојска погибија које се налазе у контрасту. У песми имамо мотиве неслоге и поделе.

## Радња песме
Заплет почиње када се кнез Лазар обрати Милошу Обилићу на врло необичан , за Милоша увредљив начин . Наздрављање је често коришћена ситуација (Драматизује радњу и подстиче на даљи ток). Кнез Лазар наслућује издају али греши у именовању издајника. Издајник је њему најближи човек који му „сједи уз кољено“. Његова оптужба је погрешна и неправична, али речи су му пуне благости. Тобожњем издајнику он, уместо претње казном, нуди великодушно награду за пређашњу верност „Вино попиј а на част ти пехар“. Због те благости речи прекора добијају још више на тежини. Милошев одговор кнезу је достојанствен, његово заветовање на жртву, хуморно изобличавање стварног издајника Вука Бранковића и нарочито његове речи о 
сутрашњем судбинском дану када ће све дилеме бити разрешене саме од себе:
| „ | Сјутра јесте лијеп Видов данак Видјећемо у пољу Косову Ко је вјера, а ко ли је невјера! | ” |

## Иван Косанчић и Милан Топлица
Иван Косанчић и Милан Топлица нису обликовани као посебни ликови. Веже их једино кнежева здравица. Они су у средишту збивања када прате Милоша у турски табор, што представља изражавање верности побратима. О њима се много певало али увек у сенци главног јунака.

## Милош Обилић и Вук Бранковић
Милош Обилић и Вук Бранковић представљени су као супротности. Милошева одредница је јунаштво, а Вукова господство. Међутим Вук Бранковић је у косовској легенди описан као негативан јунак и издајник.
Вук је из жестоког окршаја извукао живу главу и већ на овој чињеници могла је да се гради легенда о издаји. Прошло је више од два века док се предање није усталило на Вуку. Предање о издаји дуго се развијало. Пре него што је историографија доказала неоснованост невере, мотив издаје ушао је неизмењен у књижевност.
Вуков отпор према Турцима после боја на Косову није био у складу са легендом о издаји. Није признавао султанову врховну власт. После битке стекао је углед прве личности у српским земљама.
Тражење кривца за издају било је народно објашњење пораза.